# Крахмаль, Алексей Семёнович
Алексе́й Семёнович Крахма́ль (24 марта 1911, Алексеевка, Семипалатинская область — 12 января 1987, Москва) — старший лейтенант Рабоче-крестьянской Красной Армии, участник Великой Отечественной войны, Герой Советского Союза (1944).

## Биография
Алексей Крахмаль родился 24 марта 1911 года в селе Алексеевка (ныне — Куршимский район Восточно-Казахстанской области Казахстана). После окончания неполной средней школы и курсов кредитных инспекторов работал по специальности в органах Госбанка СССР у себя на родине. В 1933—1935 годах проходил службу в Рабоче-крестьянской Красной Армии. В августе 1941 года Крахмаль повторно был призван в армию. С января 1942 года — на фронтах Великой Отечественной войны. В боях пять раз был ранен. В декабре 1943 года он окончил Ростовское артиллерийское училище.
К июню 1944 года лейтенант Алексей Крахмаль командовал батареей 713-го самоходно-артиллерийского полка 29-го стрелкового корпуса 48-й армии 1-го Белорусского фронта. Отличился во время освобождения Гомельской области Белорусской ССР. 24-26 июня 1944 года батарея Крахмаля сражалась с противником в районе деревни Поболово Рогачёвского района, уничтожив около 60 солдат и офицеров противника, 10 пулемётов и 8 артиллерийских орудий и захватив переправу через Днепр.
Указом Президиума Верховного Совета СССР от 23 августа 1944 года за «образцовое выполнение боевых заданий командования на фронте борьбы с немецкими захватчиками и проявленные при этом мужество и героизм» лейтенант Алексей Крахмаль был удостоен высокого звания Героя Советского Союза с вручением ордена Ленина и медали «Золотая Звезда» за номером 4367.
В ноябре 1945 года в звании старшего лейтенанта Крахмаль был уволен в запас. Проживал в Москве, работал сначала директором киносъёмочной группы, затем начальником хозяйственного отдела Центрального бюро технической информации Всесоюзного объединения «Совэкспортфильм». 
Скончался 12 января 1987 года, похоронен на Кунцевском кладбище Москвы.
Был также награждён орденами Отечественной войны 1-й и 2-й степеней, рядом медалей.